# Arenthon
Arenthon – miejscowość i gmina we Francji, w regionie Owernia-Rodan-Alpy, w departamencie Górna Sabaudia.
Według danych na rok 1990 gminę zamieszkiwały 952 osoby, a gęstość zaludnienia wynosiła 83 osób/km² (wśród 2880 gmin regionu Rodan-Alpy Arenthon plasuje się na 807. miejscu pod względem liczby ludności, natomiast pod względem powierzchni na miejscu 1014.).